# Periša Grujić
Periša Grujić, črnogorski general, * 12. september 1915, † ?.

## Življenjepis
Pred vojno je bil častnik VKJ. Leta 1941 je vstopil v NOVJ in naslednje leto v KPJ. Med vojno je bil v štabih oz. bil poveljnik več enot.
Po vojni je končal šolanje na sovjetski Vojaški akademiji oklepnih sil Malinovski in VVA JLA; med drugim je bil načelnik Operativnega oddelja 1. tankovske armade, načelnik Tankovskega šolskega centra, načelnik Oklepnih enot armadne oblasti, načelnik Katedre oklepnih enot VVA JLA,...